# Santa Fe de Tudela
Santa Fe de Tudela és una església de Tudela de Segre, al municipi d'Artesa de Segre (Noguera) protegida com a bé cultural d'interès local.

## Descripció
L'ermita de Santa Fe s'emplaça al sud del nucli de Tudela de Segre, poble agregat a Artesa de Segre, enmig de camps de conreu. Es tracta d'una església isolada senzilla, amb una planta quadrangular i una sola nau.
La façana on es troba la porta, orientada vers el nord-oest, compta amb una àmplia portalada d'arc de mig punt amb grans dovelles. A la clau hi figura el nom de l'advocació i la data de construcció de l'ermita, l'any 1705. A banda i banda del portal hi ha dues finestres quadrangulars que semblen sincròniques a la construcció del temple. La façana està coronada per una petita espadanya d'un sol ull coronada per una creu. La teulada de l'ermita és a doble vessant, realitzat amb teula àrab.
L'interior de la construcció està totalment arrebossat, sense pintura enlloc. L'estructura és simple, de nau única i volta de canó.
Tot el conjunt constructiu és molt homogeni i sembla construït sincrònicament, destacant un aparell molt heterogeni amb grans i mitjans blocs combinats amb cura.

## Història
No se'n coneixen notícies històriques. La presència de la data "1705" a la clau de dovelles és l'únic element a aquest respecte que es coneix.